# แฟนผมเป็นประธานนักเรียน
แฟนผมเป็นประธานนักเรียน (неофициален превод: “Приятелят ми е президентът на училищния съвет“), известен още с английското заглавие My School President (в превод: “Моят училищен президент“) е тайландски телевизионен сериал от 2022 г. с участието на Норауит Титичароенрак (Джеминай) и Натауат Джирочтикул (Форт).
Режисьор на сериала е Корнпром Нийомсил (Ау), а продуцент – GMMTV. Сериалът е обявен на 1 декември 2021 г. по време на пресконференцията GMMTV "BORDERLESS". Първият епизод излиза на 2 декември 2022 г. по канала GMM 25 и в приложенията Viu и Ютюб. Сериалът свършва на 24 февруари 2023 г. и придобива огромна популярност, която води до организирането на редица събития за фенове на продукцията.

## Сюжет
Гън (Натауат Джирочтикул) е водещият певец на групата Чинзила и лидер на музикалният клуб на гимназията „Нийомсил“. Мечтае да спечели конкурса Hot Wave заедно с групата си, но поради инцидент на миналогодишното издание на концерта директорката на училището (Сароча Уатитапан) обявява, че всеки клуб, който не допринася към репутацията на училището, ще бъде закрит. Синът на директорката, Тин (Норауит Титичароенрак), тайно си пада по Гън от две години насам. Тъй като и двамата са в последната си година в гимназията, това е последният му шанс да разкрие любовта си. Гън не знае, че Тин го харесва, но за да спаси музикалния клуб, се обръща към него за помощ като към президент на ученическия съвет. Тин научава, че в клуба има правило, което забранява на членовете да си имат партньори, докато не спечелят Hot Wave, и решава да направи всичко по силите си да помогне на Гън да постигне мечтите си.

## Актьорски състав
- Норауит Титичароенрак (Джеминай) в ролята на Тинапоб Джирауатанакул (Тин) - главна роля
- Натауат Джирочтикул (Форт) в ролята на Гънтапон Уонгуитая (Гън) - главна роля[6]

#### Членове на Чинзила
- Танауин Пхолчароенрат (Уини) в ролята на Уин
- Китипоп Сериуичаясауат (Сатанг) в ролята на Саунд
- Арун Асауасуебсакул в ролята на Пор
- Тийпакон Куанбуун (Пром) в ролята на Пат
- Пхийрауит Колканг (Кептън) в ролята на Йо[6]

#### Членове на ученическия съвет
- Пакин Куна-анувит (Марк) в ролята на Тиусън
- Напат Патчарачавалит (Ун) в ролята на Каджорн[6]

#### Семействата на Тин и Гън
- Сароча Уатитапан (Тао) в ролята на Потджаний, майката на Тин и директорка на училището
- Госин Рачакром (Го) в ролята на бащата на Тин
- Пиджика Джитапута (Люкуа) в ролята на Гим Ратчаний, майката на Гън и собственичка на кафене[6]

#### Гостуващи роли
- Сивакорн Лертчучот (Гай) в ролята на водещия на конкурса Hot Wave
- Сасипа Тинбуунчоте в ролята на Джа
- Тхакорн Промсатиткул (Лоте) в ролята на Як
- Апхичая Камноетсирикун (Атом) в ролята на Нук
- Джирапат Утаманан в ролята на Деча
- Китипат Чаларагсе (Голф) в ролята на музикален продуцент[6]

## Възприемане
Сериалът бързо се издига като телевизионна сензация, като с всеки нов епизод популярността му нараства. Често е наричан “свеж“, а особено положителната реакция на зрителите води до организирането на редица събития за почитателите на сериала из Азия през 2023 г. За финалният епизод в социалната мрежа Туитър са публикувани над 1,2 милиона постове в деня на премиерата му, като темата става “тренд“ номер 1 в световната, тайландската, малайзийската и други класации. Повече от 4,6 милиона поста са публикувани за сериала от излъчването на първия епизод до последния. Към излъчването на последния епизод сериалът е събрал общо 150 милиона  гледания в социалните мрежи Ютуб, Фейсбук, Инстаграм, ТикТок и Туитър.

## Бъдеще на сериала
През пролетта на 2023 г., сериалът е включен в антологичния сериал “Our Skyy 2". Излъчени са два нови епизода, в които действието се развива в алтернативна вселена, където героите са с разменени роли. Повечето актьори се завръщат към ролите си.

## Саундтрак
| Епизод | Заглавие                                                                               | Изпълнител                                       | Забележки              | Изт.   |
| ------ | -------------------------------------------------------------------------------------- | ------------------------------------------------ | ---------------------- | ------ |
| 1      | "อยากร้องดังดัง (Yak Rong Dang Dang)" (Кавър) (Оригинал на Palmy)                         | Форт, Форд                                       |                        | [ 9 ]  |
| 1      | "น้ำลาย (Saliva)" (Кавър) (Оригинал на Silly Fools)                                     | Форт, Форд                                       |                        | [ 10 ] |
| 2      | "ข้างกัน (City)" (Кавър) (Оригинал на Three Man Down)                                    | Джеминай, Форт                                   |                        | [ 11 ] |
| 3      | "อีกนิด (Come Closer)"                                                                   | Форд Арун                                        | Аутро на епизоди 1-5   | [ 12 ] |
| 4      | "ไหล่เธอ (You've Got Ma Back)"                                                          | Форт, Форд, Сатанг, Уини                         | Интро на епизоди 1-6   | [ 13 ] |
| 5      | "ฟัง (Listen)" (Кавър) (Оригинал на SIN feat. โอม Cocktail)                             | Форт, Форд, Сатанг, Уини и Люкуа Пиджика         |                        | [ 14 ] |
| 6      | "เพื่อนเล่นไม่เล่นเพื่อน (Just Being Friendly)" (Кавър) (Оригинал на Tilly Birds feat. MILLI) | Форт, Форд, Сатанг                               | Аутро на епизод 6      | [ 15 ] |
| 7      | "ง้อว (Smile Please)"                                                                   | Форт, Джеминай, Сатанг, Уини, Марк, Кептън, Пром | Интро на епизоди 7-9   | [ 16 ] |
| 8      | "เพื่อนเล่นไม่เล่นเพื่อน (Just Being Friendly)" (Кавър) (Оригинал на Tilly Birds feat. MILLI) | Форт Натауат                                     |                        | [ 17 ] |
| 9      | "เพลงรัก (Hook)"                                                                        | Джеминай Норауит                                 | Аутро на епизоди 7-9   | [ 18 ] |
| 9      | "ถ้าไม่ใช่ (No One Else Like Me)"                                                         | Сатанг Китипоп                                   |                        | [ 19 ] |
| 10     | "พูดได้ไหม (Let Me Tell You)"                                                            | Форт Натауат                                     |                        | [ 20 ] |
| 11     | "รักษา (Healing)"                                                                       | Джеминай, Форт, Форд, Сатанг                     |                        | [ 21 ] |
| 12     | "ก้อนหินกับดวงดาว (Rock & Star)"                                                          | Форт Натауат                                     | Интро на епизоди 10-12 | [ 22 ] |
| 12     | "แค่ครั้งเดียว (Once Upon a Time)"                                                         | Джеминай, Форт, Форд, Сатанг                     | Аутро на епизоди 10-12 | [ 23 ] |

## Концерти и други събития
| Година | Дата       | Събитие                                          | Място                                                                     | Изт.   |
| ------ | ---------- | ------------------------------------------------ | ------------------------------------------------------------------------- | ------ |
| 2023   | 18-19 март | My School President Prom Night Live On Stage     | Union Hall (Floor F6), Union Mall, Банкок, Тайланд                        |        |
| 2023   | 7 май      | GMMTV FAN DAY 4 IN OSAKA                         | Dojima River Forum, Осака, Япония                                         |        |
| 2023   | 27-28 май  | My School President 1st Fan Meeting in Cambodia  | AEON Hall (3rd floor), AEON Mall Sen Sok City (AEON2), Пном Пен, Камбоджа |        |
| 2023   | 1 юли      | My School President 1st Fan Meeting in Singapore | Capitol Theatre, Сингапур                                                 |        |
| 2023   | 8 юли      | My School President 1st Fan Meeting in Taipei    | Zepp New Taipei, Тайпе, Тайван                                            |        |
| 2023   | 5 август   | My School President 1st Fan Meeting in Manila    | University Theatre, UP Diliman, Манила, Филипините                        | [ 24 ] |
| 2023   | 12 август  | My School President 1st Fan Meeting in Hong Kong | AsiaWorld-Summit, Хонг Конг                                               |        |
| 2023   | 12 ноември | My School President Fan Meeting in Vietnam       | Hoa Binh Theater, Хо Ши Мин, Виетнам                                      |        |
| 2023   | 23 ноември | My School President in Tokyo                     | Belle Salle Shinjuku Grand Hall, Токио, Япония                            |        |
| 2023   | 25 ноември | My School President 1st Fan Meeting in Seoul     | Auditorium of Seoul Women's University, Сеул, Южна Корея                  |        |
| 2023   | 3 декември | My School President 1st Fan Meeting In Macau     | Lisboeta Macau, Макао                                                     |        |

## Награди и номинации
| Година | Награди          | Категория                             | Резултат  | Изт.   |
| ------ | ---------------- | ------------------------------------- | --------- | ------ |
| 2023   | KAZZ Awards 2023 | Най-известни в социалните мрежи       | Спечелена | [ 25 ] |
| 2023   | Mint Awards 2023 | Изгряващ актьорски състав на годината | Спечелена | [ 26 ] |
| 2023   | Mint Awards 2023 | Предаване на годината                 | Спечелена | [ 26 ] |